# Jada Pinkett Smith

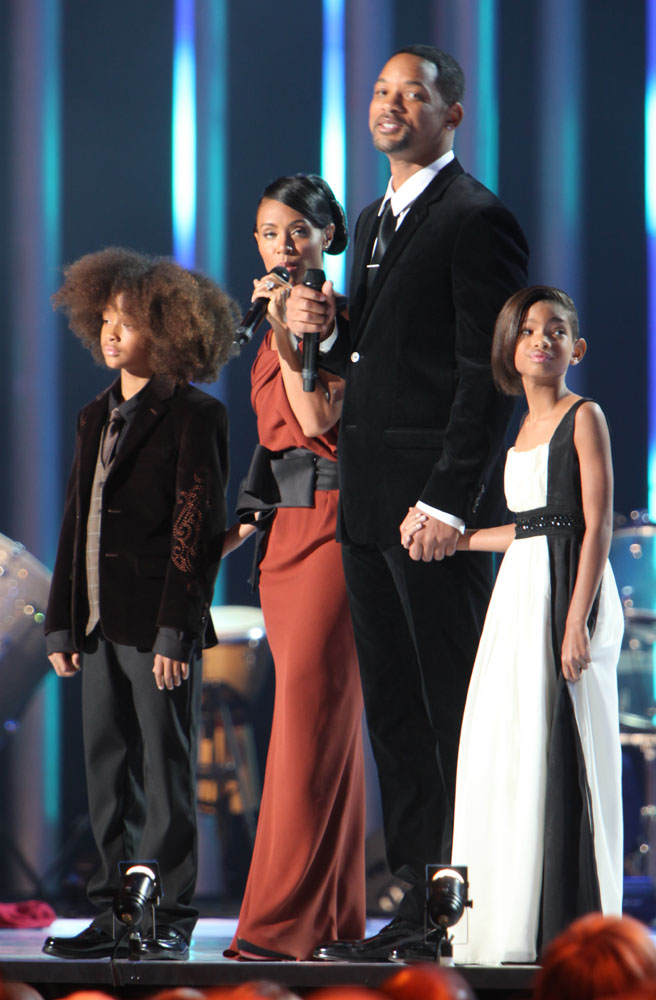
Pinkett Smith z rodziną (2009)

Jada Pinkett Smith (ur. 18 września 1971 w Baltimore, w stanie Maryland) – amerykańska aktorka, scenarzystka, producentka filmowa i wokalistka.
Od 2002 roku występowała w zespole nu-metalowym Wicked Wisdom, którego była założycielką.
Żona Willa Smitha, matka Jadena Smitha i Willow Smith.

## Filmografia

### Filmy
- 1992: Moe’s World jako Natalie (film TV)
- 1993: Zagrożenie dla społeczeństwa (Menace II Society) jako Ronnie
- 1994: Niezwykłe lato (The Inkwell) jako Lauren Kelly
- 1994: Magia miłości (Jason’s Lyric) jako Lyric
- 1994: Szalony detektyw (A Low Down Dirty Shame) jako Peaches Jordan
- 1995: Opowieści z krypty: Władca demonów (Demon Knight) jako Jeryline
- 1996: Gruby i chudszy (The Nutty Professor) jako profesor Carla Purty
- 1996: Gdyby ściany mogły mówić (If These Walls Could Talk) jako Patti (film TV, segment „1996”)
- 1996: Desperatki (Set It Off) jako Stony
- 1997: Księżniczka Mononoke (Mononoke-hime) jako Toki (głos)
- 1997: Krzyk 2 (Scream 2) jako Maureen Evans (cameo)
- 1998: Woo jako Woo
- 1998: Blossoms and Veils jako Raven (krótkometrażowy)
- 1998: Powrót do raju (Return to Paradise) jako M.J. Major
- 1998: Witamy w Hollywood (Welcome to Hollywood) jako Jada Pinkett Smith (cameo)
- 2000: Wykiwani (Bamboozled) jako Sloan Hopkins
- 2000: Królestwo niebieskie (Kingdom Come) jako Charisse Slocumb
- 2001: Ali jako Sonji Roi
- 2003: Maniac Magee jako Amanda Beale (film TV)
- 2003: Matrix Reaktywacja (The Matrix Reloaded) jako Niobe
- 2003: Matrix Rewolucje (The Matrix Revolutions) jako Niobe
- 2004: Zakładnik (Collateral) jako Annie
- 2005: Madagaskar (Madagascar) jako Gloria (głos)
- 2005: Pingwiny z Madagaskaru: Misja świąteczna (A Christmas Caper) jako Gloria (głos, niewymieniona w napisach)
- 2007: Zabić wspomnienia (Reign Over Me) jako Janeane Johnson
- 2008: Kobiety (The Women) jako Alex Fisher
- 2008: Gra zmysłów (The Human Contract) jako Rita
- 2008: Madagaskar 2 (Madagascar: Escape 2 Africa) jako Gloria (głos)
- 2009: Madagwiazdka (Merry Madagascar) jako Gloria (głos)
- 2012: Faceci w czerni III (Men in Black 3) jako gość na imprezie (niewymieniona w napisach)
- 2012: Madagaskar 3 (Madagascar 3: Europe’s Most Wanted) jako Gloria (głos)
- 2013: Zakochany Madagaskar (Madly Madagascar) jako Gloria (głos)
- 2014: Pingwiny z Madagaskaru (Penguins of Madagascar) jako Gloria (głos)
- 2015: Magic Mike XXL jako Rome
- 2016: Złe mamuśki (Bad Moms) jako Stacy
- 2017: Laski na gigancie (Girls Trip) jako Lisa Cooper
- 2019: Świat w ogniu (Angel Has Fallen) jako agentka FBI Helen Thompson
- 2021: Matrix Zmartwychwstania (The Matrix Resurrections) jako Niobe

### Seriale
- 1990: True Colors jako Beverly (gościnnie)
- 1990: Sprawy Rosie O’Neill (The Trials of Rosie O’Neill) jako Velma (gościnnie)
- 1991: Doogie Howser, lekarz medycyny (Doogie Howser, M.D.) jako Trish Andrews (gościnnie)
- 1991: 21 Jump Street jako Nicole (gościnnie)
- 1991-1993: Inny świat (A Different World) jako Lena James
- 1998: Ellen jako Ellen Screen (gościnnie)
- 2009-2011 Siostra Hawthorne (Hawthorne) jako Christina Hawthorne
- 2014-2017 Gotham jako Fish Mooney
- 2022: Agentka McCall (The Equalizer) jako Jessie Cook
- 2023: Afrykańskie królowe (African Queens) jako narrator